# 松山奈未
松山奈未（日语：／ Matsuyama Nami，1998年6月28日—），日本女子羽毛球運動員，亦為現役日本國家羽毛球隊（A隊）成員。福岡縣出生，畢業於九州国際大学付属中学校及九州国際大学付属高等学校，現為再春館製藥所羽毛球隊成員，隊員編號9號。她与保原彩夏曾贏得2017年世青賽女双冠军得主，亦是日本史上第一支世青賽女雙冠軍组合。她与志田千阳的组合被球迷称为“山羊组合”，曾获2024年巴黎奥运会女双铜牌

## 簡歷

### 2015年-2016年 分齡賽時期
2015年6月，松山奈未代表日本参加泰國曼谷举办的亞洲青年羽毛球錦標賽，助隊伍贏得混合團體季軍；此外，还赢得女子雙打季軍。同年11月，她再次在秘魯利馬举办的世界青年羽毛球錦標賽，助隊伍贏得混合團體第四名；此外，还赢得女子雙打季軍。
2016年7月，松山奈未代表日本参加泰國曼谷举办的亞洲青年羽毛球錦標賽，助隊伍贏得混合團體季軍。同年11月，她再次在西班牙畢爾包舉行的世界青年羽毛球錦標賽，助隊伍贏得混合團體季軍；此外，还與保原彩夏合作打進女子雙打比賽決賽，並以2比1（25-23、19-21、21-14）擊敗中國組合，贏得冠軍。

### 2017年-2018年 国际赛夺冠
2017年5月，松山奈未與志田千陽出戰樂魚羽毛球國際挑戰賽，在女雙决赛以2比0（21-19、21-14）击败了赛会4号种子、队友的星千智/篠谷菜留，俩人奪得其首個國際職業賽冠軍。
2018年2月，松山奈未與志田千陽出戰瑞士羽毛球公開賽，在女雙準决赛以1比2（18-21、21-18、18-21）不敌同胞的櫻本絢子/高畑祐紀子。同年6月，她与志田千陽出戰加拿大羽毛球公開賽，在女雙準决赛以1比2（21-18、13-21、19-21）不敌德国的伊莎贝尔·赫特里克/卡拉·尼尔特。同年7月，她与志田千陽出战新加坡羽毛球公開賽，在女双决赛以1比2（21-16、22-24、13-21）不敌赛会5号种子、队友的櫻本絢子/高畑祐紀子，赢得亚军。同期7月，她与志田千陽出战秋田羽毛球大師賽，在女双决赛以0比2（21-23、11-21）不敌赛会2号种子、队友的櫻本絢子/高畑祐紀子，赢得亚军。同年8月，她与志田千陽出战越南羽毛球公開賽，在女双决赛以0比2（18-21、19-21）不敌赛会4号种子、队友的新玉美鄉/渡邊茜，赢得亚军。同年9月，她与志田千陽出战印尼邦加勿里洞羽毛球大師賽，在女双决赛以1比2（21-11、19-21、20-22）不敌赛会头号种子、队友的櫻本絢子/高畑祐紀子，赢得亚军。同年10月，她与志田千陽出战中華台北羽毛球公開賽，在女双决赛以2比0（21-10、21-17）横扫队友的栗原文音/篠谷菜留，赢得成年组赛事冠军，亦是她首个超級300賽女双冠军。

### 2019年 美羽赛超級300夺冠
2019年2月，松山奈未與志田千陽出戰西班牙羽毛球大師賽，在女双决赛以1比2（21-23、21-15、17-21）不敌赛会6号种子、韩国强档的金昭映/孔熙容，赢得超級300賽女双亚军。同年3月，她与志田千陽出战瑞士羽毛球公開賽，在女双决赛以0比2（16-21、13-21）不敌赛会4号种子、韩国强档的張藝娜/鄭景銀，赢得超級300賽女双亚军。同年7月，她与志田千陽出战美國羽毛球公開賽，在女双决赛以2比0（21-16、21-16）击败了韩国强档的白荷娜/鄭景銀，赢得超級300賽女双冠军。

### 2021年 印尼超級1000賽奪冠
2021年11月，松山奈未與志田千陽出戰印尼羽毛球大師賽，在女雙決賽以2比0（21-9、21-11）擊敗韓國的鄭那銀/金慧貞，贏得超級750賽女雙冠軍。她們繼續參加印尼羽毛球公開賽，在女雙決賽以2比0（21-19、21-19）擊敗了奧運冠軍印尼的格雷西婭·波利/阿普里亞尼·拉哈育，贏得超級1000賽女雙冠軍。

### 2022年 全英超級1000賽奪冠、印尼超级1000赛夺冠
2022年3月，松山奈未與志田千陽出戰2022年全英羽毛球公開賽，於女雙決賽以2比0（21-13、21-9）擊敗中國潛力新組合張殊賢/鄭雨，是繼師姐松友美佐紀/高橋禮華、福島由紀/廣田彩花、松本麻佑/永原和可那，第四組日本女雙贏得全英超級1000賽女雙冠軍。
2022年6月，与志田千阳出战2022年印尼羽毛球公开赛，于女双决赛以2比1（18-21、21-14、21-17）击败师姐福岛由纪/广田彩花，赢得印尼超级1000赛女双冠军。
2022年7月，与志田千阳出戰2022年馬來西亞羽毛球大師賽，於女雙决赛以0比2（11-21、12-21）敗給中國組合陳清晨/賈一凡，收穫亞軍。

### 2024年
2024年巴黎奥运会女双半决赛，志田千阳與松山奈未输给中国组合刘圣书/谭宁，铜牌战中战胜马来西亚组合陈康乐/蒂娜·穆拉里塔兰获得铜牌。

## 主要比賽成績
只列出曾進入準決賽的國際賽事成績：
| 年份   | 賽事                       | 公開賽級別 | 項目     | 拍檔     | 成績   |
| ------ | -------------------------- | ---------- | -------- | -------- | ------ |
| 2015年 | 亞洲青年羽毛球錦標賽       | 其他       | 混合團體 | －       | 季軍   |
| 2015年 | 亞洲青年羽毛球錦標賽       | 其他       | 女子雙打 | 志田千陽 | 季軍   |
| 2015年 | 世界青年羽毛球錦標賽       | 其他       | 混合團體 | －       | 第四名 |
| 2015年 | 世界青年羽毛球錦標賽       | 其他       | 女子雙打 | 志田千陽 | 季軍   |
| 2016年 | 亞洲青年羽毛球錦標賽       | 其他       | 混合團體 | －       | 季軍   |
| 2016年 | 世界青年羽毛球錦標賽       | 其他       | 混合團體 | －       | 季軍   |
| 2016年 | 世界青年羽毛球錦標賽       | 其他       | 女子雙打 | 保原彩夏 | 冠軍   |
| 2017年 | 中國羽毛球國際挑戰賽       | 國際挑戰賽 | 女子雙打 | 志田千陽 | 準決賽 |
| 2017年 | 樂魚羽毛球國際挑戰賽       | 國際挑戰賽 | 女子雙打 | 志田千陽 | 冠軍   |
| 2018年 | 瑞士羽毛球公開賽           | 超級300賽  | 女子雙打 | 志田千陽 | 準決賽 |
| 2018年 | 加拿大羽毛球公開賽         | 超級100賽  | 女子雙打 | 志田千陽 | 準決賽 |
| 2018年 | 新加坡羽毛球公開賽         | 超級500賽  | 女子雙打 | 志田千陽 | 亞軍   |
| 2018年 | 秋田羽毛球大師賽           | 超級100賽  | 女子雙打 | 志田千陽 | 亞軍   |
| 2018年 | 越南羽毛球公開賽           | 超級100賽  | 女子雙打 | 志田千陽 | 亞軍   |
| 2018年 | 印尼邦加勿里洞羽毛球大師賽 | 超級100賽  | 女子雙打 | 志田千陽 | 亞軍   |
| 2018年 | 中華台北羽毛球公開賽       | 超級300賽  | 女子雙打 | 志田千陽 | 冠軍   |
| 2018年 | 澳門羽毛球公開賽           | 超級300賽  | 女子雙打 | 志田千陽 | 準決賽 |
| 2019年 | 西班牙羽毛球大師賽         | 超級300賽  | 女子雙打 | 志田千陽 | 亞軍   |
| 2019年 | 瑞士羽毛球公開賽           | 超級300賽  | 女子雙打 | 志田千陽 | 亞軍   |
| 2019年 | 美國羽毛球公開賽           | 超級300賽  | 女子雙打 | 志田千陽 | 冠軍   |
| 2019年 | 韓國羽毛球公開賽           | 超級500賽  | 女子雙打 | 志田千陽 | 準決賽 |
| 2019年 | 印尼瑪琅市長羽毛球大師賽   | 超級100賽  | 女子雙打 | 志田千陽 | 準決賽 |
| 2019年 | 韓國羽毛球大師賽           | 超級300賽  | 女子雙打 | 志田千陽 | 冠軍   |
| 2020年 | 马来西亚羽毛球大师赛       | 超級500賽  | 女子雙打 | 志田千陽 | 準決賽 |
| 2020年 | 亞洲羽毛球團體錦標賽       | 其他       | 女子團體 | －       | 冠軍   |
| 2021年 | 全英羽毛球公開賽           | 超級1000賽 | 女子雙打 | 志田千陽 | 準決賽 |
| 2021年 | 蘇迪曼盃                   | 其他       | 混合團體 | －       | 亞軍   |
| 2021年 | 優霸盃                     | 其他       | 女子團體 | －       | 亞軍   |
| 2021年 | 法國羽毛球公開賽           | 超級750賽  | 女子雙打 | 志田千陽 | 準決賽 |
| 2021年 | 印尼羽毛球大師賽           | 超級750賽  | 女子雙打 | 志田千陽 | 冠軍   |
| 2021年 | 印尼羽毛球公開賽           | 超級1000賽 | 女子雙打 | 志田千陽 | 冠軍   |
| 2021年 | 世界羽聯世界巡迴賽總決賽   | 總決賽     | 女子雙打 | 志田千陽 | 亞軍   |
| 2022年 | 全英羽毛球公開賽           | 超級1000賽 | 女子雙打 | 志田千陽 | 冠軍   |
| 2022年 | 優霸盃                     | 其他       | 女子團體 | －       | 季軍   |
| 2022年 | 泰國羽毛球公開賽           | 超級500賽  | 女子雙打 | 志田千陽 | 冠軍   |
| 2022年 | 印尼羽毛球公開賽           | 超級1000賽 | 女子雙打 | 志田千陽 | 冠軍   |
| 2022年 | 馬來西亞羽毛球大師賽       | 超級500賽  | 女子雙打 | 志田千陽 | 亞軍   |
| 2022年 | 丹麥羽毛球公開賽           | 超級750賽  | 女子雙打 | 志田千陽 | 準決賽 |
| 2023年 | 印度羽毛球公開賽           | 超級750賽  | 女子雙打 | 志田千陽 | 冠軍   |
| 2023年 | 德國羽毛球公開賽           | 超級300賽  | 女子雙打 | 志田千陽 | 亞軍   |
| 2023年 | 蘇迪曼盃                   | 其他       | 混合團體 | －       | 季軍   |
| 2023年 | 加拿大羽毛球公開賽         | 超級500賽  | 女子雙打 | 志田千陽 | 冠軍   |
| 2023年 | 中國羽毛球公開賽           | 超級1000賽 | 女子雙打 | 志田千陽 | 準決賽 |
| 2023年 | 亞洲運動會羽毛球比賽       | 其他       | 女子團體 | －       | 銅牌   |
| 2023年 | 丹麥羽毛球公開賽           | 超級750賽  | 女子雙打 | 志田千陽 | 亞軍   |
| 2023年 | 中國羽毛球大師賽           | 超級750賽  | 女子雙打 | 志田千陽 | 冠軍   |
| 2023年 | 世界羽聯世界巡迴賽總決賽   | 總決賽     | 女子雙打 | 志田千陽 | 準決賽 |
| 2024年 | 亞洲羽毛球團體錦標賽       | 其他       | 女子團體 | －       | 季軍   |
| 2024年 | 法國羽毛球公開賽           | 超級750賽  | 女子雙打 | 志田千陽 | 亞軍   |
| 2024年 | 全英羽毛球公開賽           | 超級1000賽 | 女子雙打 | 志田千陽 | 亞軍   |
| 2024年 | 優霸盃                     | 其他       | 女子團體 | －       | 季軍   |
| 2024年 | 新加坡羽毛球公開賽         | 超級750賽  | 女子雙打 | 志田千陽 | 亞軍   |
| 2024年 | 奧林匹克運動會羽毛球比賽   | 其他       | 女子雙打 | 志田千陽 | 銅牌   |
| 2024年 | 丹麥羽毛球公開賽           | 超級750賽  | 女子雙打 | 志田千陽 | 準決賽 |
| 2024年 | 日本熊本羽毛球大師賽       | 超級500賽  | 女子雙打 | 志田千陽 | 準決賽 |
| 2024年 | 中國羽毛球大師賽           | 超級750賽  | 女子雙打 | 志田千陽 | 準決賽 |
| 2024年 | 世界羽聯世界巡迴賽總決賽   | 總決賽     | 女子雙打 | 志田千陽 | 亞軍   |
| 2025年 | 全英羽毛球公開賽           | 超級1000賽 | 女子雙打 | 志田千陽 | 冠軍   |
| 2025年 | 亞洲羽毛球錦標賽           | 其他       | 女子雙打 | 志田千陽 | 亞軍   |
| 2025年 | 蘇迪曼盃                   | 其他       | 混合團體 | －       | 季軍   |
| 2025年 | 日本羽毛球公開賽           | 超級750賽  | 女子雙打 | 志田千陽 | 準決賽 |

| 2007-2017年 | 首要超級賽 | 超級賽 | 黃金大獎賽 | 大獎賽 | 國際挑戰賽 | 國際系列賽 | 未來系列賽 | 其他 |

| 2018-2026年 | 總決賽 | 超級1000賽 | 超級750賽 | 超級500賽 | 超級300賽 | 超級100賽 | 國際挑戰賽 | 國際系列賽 | 未來系列賽 | 其他 |

### 奧運會和世錦賽參賽紀錄
|          | 搭檔     | 2021 | 2022 | 2023 | 2024 |
| -------- | -------- | ---- | ---- | ---- | ---- |
| 女子雙打 | 志田千陽 | 8強  | 8強  | 8強  | 銅牌 |

## 主要对賽记录
松山奈未與主要對手的對賽成績如下（只列出對賽五次或以上對手，截至2023年4月7日）：
女雙 - 志田千陽
| 對手                | 對賽次數 | 對賽結果 | 對賽結果 | 總計 |
| 對手                | 對賽次數 | 勝       | 負       | 總計 |
| ------------------- | -------- | -------- | -------- | ---- |
| 櫻本絢子 高畑祐紀子 | 6        | 2        | 4        | -2   |
| 松本麻佑 永原和可那 | 5        | 1        | 4        | -3   |
| 福島由紀 廣田彩花   | 6        | 6        | 0        | +6   |
| 櫻本絢子 宮浦玲奈   | 4        | 2        | 2        | 0    |

| 對手                      | 對賽次數 | 對賽結果 | 對賽結果 | 總計 |
| 對手                      | 對賽次數 | 勝       | 負       | 總計 |
| ------------------------- | -------- | -------- | -------- | ---- |
| 陳清晨 賈一凡             | 18       | 4        | 14       | -10  |
| 陳康樂 蒂娜·穆拉里塔兰    | 10       | 9        | 1        | +8   |
| 鄭那銀 金慧貞             | 7        | 5        | 2        | +2   |
| 金昭映 孔熙容             | 6        | 2        | 4        | -2   |
| 琳達·埃弗勒 伊莎貝爾·洛豪 | 5        | 5        | 0        | +5   |
| 白荷娜 李紹希             | 11       | 2        | 9        | -7   |

## 其他獎項
| 年份   | 頒獎典禮               | 獎項                 | 搭檔     | 結果   | 備註   |
| ------ | ---------------------- | -------------------- | -------- | ------ | ------ |
| 2024年 | BWF 2024年度最佳運動員 | 年度最佳女子雙打組合 | 志田千陽 | 待公布 | [ 10 ] |